# Chip Integration Technology Center (CITC)
Chip Integration Technology Center (CITC) is een innovatiecentrum dat gespecialiseerd is in onderzoek naar geavanceerde chipverpakkingstechnologie. In het centrum werken bedrijven, onderzoeks- en onderwijsinstellingen samen aan het ontwikkelen van nieuwe 'chip packages' - de behuizing van computerchips. Het centrum is gevestigd op de Novio Tech Campus in Nijmegen. Er werken circa 25 medewerkers.

## Historie
Het innovatiecentrum is in 2019 opgericht op initiatief van de bedrijven NXP, Ampleon en Nexperia (alle drie voortgekomen uit de voormalige Philips-chipfabriek in Nijmegen) en in samenwerking met TNO, TU Delft en Holland Semiconductors.  Het centrum is medegefinancierd door lokale en regionale overheden; de gemeente Nijmegen en de provincie Gelderland.

## Activiteiten
CITC doet onderzoek naar verschillende typen chip packages:
- Thermal high-performance packaging
- RF chip packaging
- Integrated photonics packaging

Daarnaast heeft het centrum in samenwerking met de Hogeschool van Arnhem en Nijmegen een opleiding ontwikkeld voor mensen die zich willen verdiepen in chip packaging.